# Фонтан Стебла
Фонтан Стебла (англ. Steble Fountain) — фонтан в английском городе Ливерпуле, находящийся на улице William Brown Street к западу от Колонны Веллингтона.
Эта достопримечательность Ливерпуля занесена в Список национального наследия Англии, раздел Grade II.

## История и описание
Фонтан был пожертвован мэром города, чтобы заполнить свободный участок к западу от колонны Веллингтона. К концу XIX века это был единственный незастроенный участок земли между St George's Hall и зданиями на улице William Brown Street. В 1877 году подполковник Ричард Фелл Стебл пожертвовал 1000 фунтов стерлингов (эквивалентно 90 000 фунтов стерлингов по состоянию на 2019 год) комитету по благоустройству городского совета Ливерпуля на возведения фонтана. Стебл был мэром Ливерпуля с 1845 по 1847 год.
Фонтан был спроектирован французскими скульпторами Матюрена Моро и Мишеля Лиенара и открыт в 1879 году. Отлитое из бронзы произведение первоначально было разработано для Всемирной выставки в Париже 1867 года. Другие копии этого фонтана (более 15) с незначительными вариациями можно найти по всему миру, в их числе фонтан Брюера в Бостоне (был установлен там на десять лет раньше), а также в Квебеке, Буэнос-Айресе, Салвадоре и других местах.. На церемонии открытия фонтана в 1879 году мэр включил фонтан серебряным ключом, подаренным Стеблом, но давление воды было низким, и желаемого эффекта фонтан не произвёл. Вода в него перекачивалась паровым насосом в подвале St George’s Hall, и шум от него мешал работе учреждений, в нём находящихся. Позже паровой насос был заменен бесшумным электрическим насосом. После более чем столетней истории своего существования, фонтан был восстановлен в 1992 году, когда в Ливерпуль прибыла Регата больших парусников.
Фонтан построен из чугуна с некоторыми элементами бронзы. У основания фонтана находится круглый бассейн из камня диаметром 30 футов (9,1 метров). Пирамидальной формы конструкция фонтана находится посредине; он имеет две чаши — нижняя большая восьмиугольная, верхняя круглая — поменьше. В центре верхней чаши находится фигура женщины, держащей в руках кувшин откуда, из которого бьёт вода, падая в одну чашу, а потом в другую, наполняя бассейн.
Основание нижней чаши диаметром 3,8 метров украшено фигурами Нептуна, Амфитриты (жены Нептуна), а также Ациса и Галатеи (пары влюблённых из греческой мифологии). Из центра этой чаши поднимается ещё одна чаша диаметром 2,4 метра. Венчающая её женщина представлена в виде русалки с рогом изобилия в руках. Общая высота фонтана составляет 7,0 метров.